# Edmund de la Pole, III duca di Suffolk
Edmund de la Pole, III duca di Suffolk (Inghilterra, 1471 circa – 30 aprile 1513), figlio di John de la Pole, II duca di Suffolk e di Elisabetta di York, fu decapitato per volere di Enrico VIII d'Inghilterra per via delle sue possibili rivendicazioni al trono inglese.

## La famiglia
Edmund de la Pole nacque intorno al 1471 da John de la Pole, II duca di Suffolk e da Elisabetta di York una delle figlie di Cecily Neville e Riccardo Plantageneto, III duca di York. Questo rendeva Edmund nipote di Edoardo IV d'Inghilterra, Riccardo III d'Inghilterra, Giorgio Plantageneto, I duca di Clarence e Margherita di York e solo dal lato materno. Il ramo paterno della famiglia lo vedeva imparentato con William de la Pole, I duca di Suffolk, di cui era nipote, e con i Chaucer, suo nonno William s'era infatti sposato con Alice Chaucer e il celebre poeta Geoffrey Chaucer era il di lei nonno. Il padre di Alice, Thomas Chaucer, aveva servito il re come Speaker della Camera dei comuni in tre occasioni ed era stato Chief Butler of England per circa trent'anni. William de la Pole aveva invece combattuto durante la Guerra dei cent'anni e più tardi era divenuto Lord Ciambellano.

## L'erede scomodo
Il fratello maggiore di Edmund, John de la Pole, I conte di Lincoln era stato nominato suo erede da Riccardo III dandogli una pensione piuttosto cospicua, ma quando questi era morto alla Battaglia di Bosworth Field nel 1485 ucciso da Enrico Tudor che era salito al trono con il nome di Enrico VII d'Inghilterra John non s'era fatto avanti per contendersi la corona con il nuovo sovrano, ma prestò un giuramento di fedeltà. Due anni dopo decise di prendere parte alla ribellione di Lambert Simnel morendo alla Battaglia di Stoke Field.
Una volta morto lui toccò a Edmund divenire l'erede della distrutta Casa di York, non di meno Enrico VII gli permise di accedere al titolo di Duca di Suffolk nel 1491 anche se, poco dopo, il ducato venne retrocesso a contado. In quegli stessi anni Edmund prese moglie sposando Margaret Scrope.
Nel 1501 Edmund decise di lasciare l'Inghilterra, con l'aiuto di James Tyrell (1450circa-6 maggio 1502) che per questo venne giustiziatio, per chiedere aiuto a Massimiliano I d'Asburgo. L'anno dopo suo figlio Filippo I di Castiglia fu mandato fuori rotta divenendo l'inaspettato ospite di Enrico VII, Filippo doveva poter ripartire presto per andare a reclamare l'eredità della moglie, Giovanna di Castiglia e per questo venne persuaso a consegnare a Enrico il conte di Suffolk. Filippo acconsentì a condizione che a Edmund non venisse fatto del male, Enrico promise che sarebbe stato "solo" imprigionato. Gli ultimi anni Edmund li passò in carcere e quando al trono salì Enrico VIII d'Inghilterra questi non si sentì vincolato dalla promessa del padre e lo fece giustiziare il 30 aprile 1513.
Suo fratello minore Richard de la Pole reclamò per sé il titolo di erede di York insieme al titolo di Conte di Suffolk fino alla morte avvenuta alla Battaglia di Pavia nel 1525.

## Ascendenza
|                                         |                                               |                                        | Genitori                                   |  |  | Nonni |  |  | Bisnonni                                |  |  | Trisnonni                              |  |
|                                         |                                               |                                        |                                            |  |  |       |  |  | Michael de la Pole, II conte di Suffolk |  |  | Michael de la Pole, I conte di Suffolk |  |
|                                         |                                               |                                        |                                            |  |  |       |  |  | Michael de la Pole, II conte di Suffolk |  |  | Michael de la Pole, I conte di Suffolk |  |
|                                         |                                               | Catherine Wingfield                    |                                            |  |  |       |  |  | Michael de la Pole, II conte di Suffolk |  |  |                                        |  |
| William de la Pole, I duca di Suffolk   |                                               |                                        |                                            |  |  |       |  |  | Michael de la Pole, II conte di Suffolk |  |  |                                        |  |
|                                         |                                               | Katherine de Stafford                  | Hugh de Stafford, II conte di Stafford     |  |  |       |  |  |                                         |  |  |                                        |  |
|                                         |                                               | Katherine de Stafford                  | Hugh de Stafford, II conte di Stafford     |  |  |       |  |  |                                         |  |  |                                        |  |
|                                         |                                               | Katherine de Stafford                  | Philippa de Beauchamp                      |  |  |       |  |  |                                         |  |  |                                        |  |
| John de la Pole, II duca di Suffolk     |                                               | Katherine de Stafford                  |                                            |  |  |       |  |  |                                         |  |  |                                        |  |
|                                         |                                               | Thomas Chaucer                         | Geoffrey Chaucer                           |  |  |       |  |  |                                         |  |  |                                        |  |
|                                         |                                               | Thomas Chaucer                         | Geoffrey Chaucer                           |  |  |       |  |  |                                         |  |  |                                        |  |
|                                         |                                               | Thomas Chaucer                         | Philippa Roet                              |  |  |       |  |  |                                         |  |  |                                        |  |
| Alice Chaucer                           |                                               | Thomas Chaucer                         |                                            |  |  |       |  |  |                                         |  |  |                                        |  |
|                                         |                                               | Matilda Burghersh                      | John Burghersh                             |  |  |       |  |  |                                         |  |  |                                        |  |
|                                         |                                               | Matilda Burghersh                      | John Burghersh                             |  |  |       |  |  |                                         |  |  |                                        |  |
|                                         |                                               | Matilda Burghersh                      | …                                          |  |  |       |  |  |                                         |  |  |                                        |  |
| Edmund de la Pole                       |                                               | Matilda Burghersh                      |                                            |  |  |       |  |  |                                         |  |  |                                        |  |
|                                         | Riccardo Plantageneto, III conte di Cambridge | Edmondo Plantageneto, I duca di York   |                                            |  |  |       |  |  |                                         |  |  |                                        |  |
|                                         | Riccardo Plantageneto, III conte di Cambridge | Edmondo Plantageneto, I duca di York   |                                            |  |  |       |  |  |                                         |  |  |                                        |  |
|                                         | Riccardo Plantageneto, III conte di Cambridge | Isabella di Castiglia                  |                                            |  |  |       |  |  |                                         |  |  |                                        |  |
| Riccardo Plantageneto, III duca di York | Riccardo Plantageneto, III conte di Cambridge |                                        |                                            |  |  |       |  |  |                                         |  |  |                                        |  |
|                                         |                                               | Anna Mortimer                          | Ruggero Mortimer, IV conte di March        |  |  |       |  |  |                                         |  |  |                                        |  |
|                                         |                                               | Anna Mortimer                          | Ruggero Mortimer, IV conte di March        |  |  |       |  |  |                                         |  |  |                                        |  |
|                                         |                                               | Anna Mortimer                          | Alianore Holland                           |  |  |       |  |  |                                         |  |  |                                        |  |
| Elisabetta di York                      |                                               | Anna Mortimer                          |                                            |  |  |       |  |  |                                         |  |  |                                        |  |
|                                         |                                               | Ralph Neville, I conte di Westmorland  | John Neville, III barone Neville di Raby   |  |  |       |  |  |                                         |  |  |                                        |  |
|                                         |                                               | Ralph Neville, I conte di Westmorland  | John Neville, III barone Neville di Raby   |  |  |       |  |  |                                         |  |  |                                        |  |
|                                         |                                               | Ralph Neville, I conte di Westmorland  | Maud Percy                                 |  |  |       |  |  |                                         |  |  |                                        |  |
| Cecily Neville                          |                                               | Ralph Neville, I conte di Westmorland  |                                            |  |  |       |  |  |                                         |  |  |                                        |  |
|                                         |                                               | Joan Beaufort, contessa di Westmorland | Giovanni Plantageneto, I duca di Lancaster |  |  |       |  |  |                                         |  |  |                                        |  |
|                                         |                                               | Joan Beaufort, contessa di Westmorland | Giovanni Plantageneto, I duca di Lancaster |  |  |       |  |  |                                         |  |  |                                        |  |
|                                         |                                               | Joan Beaufort, contessa di Westmorland | Katherine Swynford                         |  |  |       |  |  |                                         |  |  |                                        |  |
|                                         |                                               | Joan Beaufort, contessa di Westmorland |                                            |  |  |       |  |  |                                         |  |  |                                        |  |